# Pseudorhopalosiphoninus
Pseudorhopalosiphoninus är ett släkte av insekter som beskrevs av Jürgen Heinze 1961. Pseudorhopalosiphoninus ingår i familjen långrörsbladlöss.
Släktet innehåller bara arten Pseudorhopalosiphoninus calthae.